# Džabrin
Džabrin (perz. تهمادو, poznat i kao Tahmadu) je otok smješten u Perzijskom zaljevu odnosno iranskoj Bušeherskoj pokrajini. Od kopna na sjeverozapadu udaljen je 50 m, a od susjednog otoka Nahilua na jugoistoku 3 km. Džabrin ima površinu od 24 km², proteže se duljinom od 9 km u smjeru sjever-jug, a maksimalna nadmorska visina mu je 4 m. Zbog visokog stupnja bio bioraznolikosti otok je pripadao Zaštićenom području Mand do 2008. godine kada je izdvojen u Nacionalni park Nahilu-Dajer.

## Poveznice
- Perzijski zaljev
- Popis iranskih otoka